# Matua (Vila Verde)
Matua ist eine Aldeia in der osttimoresischen Landeshauptstadt Dili. Die Aldeia liegt im Nordwesten des Sucos Vila Verde (Verwaltungsamt Vera Cruz). In Matua leben 1261 Menschen (2015).

## Lage

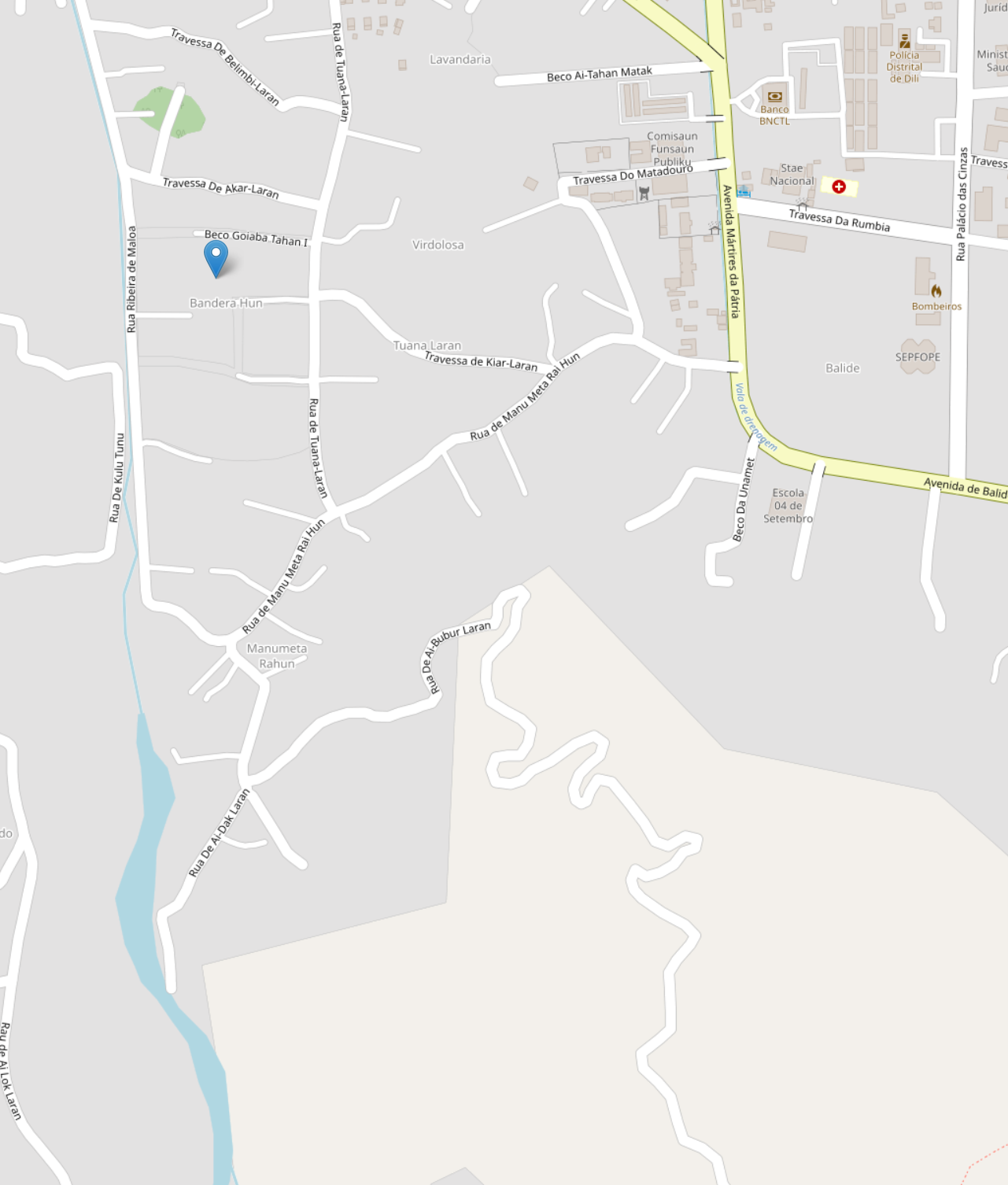
Straßenkarte vom Zentrum Vila Verdes

Matua entspricht in etwa dem traditionellen Stadtteil Banderahun (Bandera Hun).
Nördlich von Matua liegt jenseits der Travessa de Akar-Laran die Aldeia Lemorai, östlich der Rua de Tuana-Laran die Aldeias Nopen und 1 de Setembro und südlich der Rua de Manu Meta Rai Hun die Aldeia Mate Restu. Im Westen grenzt Matua mit der Rua Ribeira de Maloa und dem Flussbett des Maloa an den Suco Bairro Pite.